# Cuca (personagem)
Cuca é uma personagem da obra infantil de Monteiro Lobato, da série Sítio do Picapau Amarelo de Monteiro Lobato.
Talvez, a segunda opção, por trazer probabilidades fantásticas para o imaginário infantil, fez com que a Rede Globo transformasse a personagem em recorrente, nas duas versões da série que fez para a televisão, nos anos 70-80 e nos 2000, respectivamente.
Sua única aparição nas histórias de Lobato foi no livro O Saci, onde transforma Narizinho em uma pedra. O escritor a descreve de um jeito bastante superficial, deixando a cabo da interpretação do leitor se trata apenas de uma "velha com aparência de jacaré" ou, realmente, uma "jacaré velha".
Seu nome deriva de Coca (pronuncia-se “côca”), o dragão que São Jorge derrotou – e que, por sua vez, se confunde com ainda outra entidade macabra: o Coco. Em algumas lendas portuguesas, o Coco é um fantasma com cabeça de caveira. Para assustar as crianças, os portugueses cavavam olhos em vegetais, como rábanos ou cabaças, e colocavam velas dentro – talvez haja uma ligação com as abóboras de Halloween graças à mesma origem celta. Monteiro Lobato tomou uma palavra da boca do povo, que queria dizer várias coisas malignas, para batizar sua bruxa com um aspecto reptiliano.[carece de fontes?]

## Na mídia
Além de nos livros a primeira aparição da personagem foi no filme de 1953 chamado O Saci, porém nessa versão ela não é uma jacaré fêmea de cabelos loiros, mas uma velha bruxa de roupas velhas e rasgadas, nesta versão ela foi interpretada por Maria Meneguelli.
Nas versões feitas pelas Rede Globo a personagem passou a ser encarnada como o jacaré do qual o público já está acostumado. Na versão de 1977 era um boneco de jacaré descabelado e gordo, com olhos avermelhados escondidos em baixo dos cabelos e listras coloridas na barriga. Na versão de 2001 a personagem já tinha uma aparência mais arrumada e feminina, usando um vestido vermelho e uma capa, assemelhando-se com a madrasta da Branca de Neve. Na versão de 2003 ela tinha traços mais realistas e femininos ainda possuindo cabelos soltos e uma roupagem amarela e verde. Em 2005, ficou com um aspecto mais feio e horripilante, mais gorda e sem roupas, assemelhando-se com a Cuca de 1977. A última mudança em seu visual foi em 2007 quando já não era mais um boneco de jacaré e sim uma mulher escamosa de dentes e unhas pontiagudas, interpretada por Solange Couto.
No desenho animado ela foi redesenhada se tornado um jacaré de corpo magro e uma boca ligeiramente grande, assemelhando-se um pouco com a Cuca de 2005.
Em junho de 2017, torna-se meme internacional, tendo GIFs de suas cenas compartilhados através de redes sociais.
Atualmente, na versão do SBT de 2024, a personagem continuou a ser encarnada como Jacaré, assim como nos livros e na maioria das adaptações. A personagem continuou gorda, com seus longos cabelos loiros descabelados, listras amarelas na barriga, uma longa cauda verde e vermelha, unhas grandes e afiadas, e algumas vezes ela pode ser vista utilizando uma capa preta rasgada. A personagem é interpretada por Kelly Guidotti.

### Revista em quadrinhos
Durante 2006 e 2008 a editora Globo publicou uma revista em quadrinhos, onde a Cuca aparece baseada na versão das temporadas de 2005 e 2006 da série de tv Sítio do Picapau Amarelo, junta de outras revistas do sítio servindo para cobrir a saída das revistas da Turma da Mônica da editora.
As histórias giravam em torno da bruxa e seus amigos monstruosos em histórias cômicas envolvendo personagens como Pesadelo, Saci, Carochinha, entre outros tendo ocasionalmente aparições de personagens do sítio nela. Recebeu ainda uma edição especial chamada As Melhores Histórias em Quadrinhos da Cuca em meados de 2009.